# Ion Heliade Rădulescu
Pour les articles homonymes, voir Radulescu.
Ion Heliade Rădulescu ou Ion Heliade, né le 6 janvier 1802 à Târgoviște et mort le 27 avril 1872 à Bucarest, est une figure majeure de la renaissance culturelle roumaine, poète romantique et classique, essayiste et homme politique humaniste et réformateur roumain. Traducteur prolifique de littérature étrangère en roumain, il est également l'auteur d'ouvrages sur la linguistique et l'histoire. Il a œuvré pour la multiplication des écoles primaires, fait voter des lois pour rendre l'enseignement élémentaire obligatoire, et est un membre fondateur et le premier président de l'Académie roumaine (1867-1870).

## Biographie

### Éducation et rêves universalistes
Ion Rădulescu naquit le 6 janvier 1802 à Târgoviște, fils d'Eufrosina et du capitaine Ilie Rădulescu. Il reçut d'abord une éducation en langue grecque, et ajouta même le nom de son père hellénisé (Eliad, Eliade ou encore Heliade) au sien, jusqu'à ce qu'en 1818, il quitte son école pour suivre les cours en langue roumaine de l'école Sfântul Sava, devenue plus tard Colegiul Sfântul Sava, sous la direction de Gheorghe Lazăr. De 1822 à 1827, il dirigea l'école et donna des cours de mathématiques, philosophie et grammaire à des élèves comme Ion Ghica ou Cezar Bolliac.
Il écrivit en 1828 une grammaire du roumain, inspirée d'un modèle français, qui écarta les vieilles graphies slaves, faisant passer l'alphabet roumain de 43 à 27 lettres, ouvrant ainsi la voie à l'adoption de l'alphabet latin. En 1829, il fonda Curierul Românesc (« Le courrier roumain »), le premier journal roumain en Valachie.
Aussi bien en tant que propriétaire de la seule imprimerie privée de Bucarest (à partir de 1830) qu'en tant que traducteur, Ion Heliade Rădulescu était habité par une ambition universaliste : il visait à créer, notamment par la traduction, une bibliothèque universelle, sur un plan ressemblant à celui de Louis-Aimé Martin. La liste de ses traductions en roumain publiées tout au long de sa vie est impressionnante. On peut citer, entre autres : Méditations poétiques de Lamartine en 1830, Don Quichotte de Cervantes en 1840, Julie ou la nouvelle Héloïse de Rousseau en 1837, Hernani de Victor Hugo en 1863, plusieurs recueils de Lord Byron, Dante, l'Arioste ou le Tasse dans son cours de poésie générale.
En 1836 paraît son premier volume de poésies Culegere din scrierile lui I. Eliad de proze şi de poezie (« Recueil d'écrits d'I. Eliad en prose et poésie ») puis en 1837, il devint rédacteur en chef de la revue littéraire Curier de ambe sexe (« Courrier des deux sexes »).

### Fonctions officielles
En 1843, il fut nommé directeur des Archives nationales. La même année fut écrit ce qui est toujours considéré aujourd'hui comme son chef-d’œuvre, le poème Zburătorul (Le démon volant), dont une traduction en français par Annie Bentoiu figure dans une Anthologie de la poésie roumaine publiée en 1981 à Paris et qui peut encore se trouver parfois d'occasion.

### Révolution et exil
Pendant la Révolution roumaine de 1848, il rejoignit le comité de salut public, participa à toutes les actions et rédigea en grande partie la proclamation d'Izlaz. Il fut ministre dans le gouvernement provisoire, aux côtés de Nicolae Golescu et Christian Tell.
Après l'échec de la Révolution, il s'exila d'abord à Paris, où il écrivit en français, puis sur l'île de Chios, avec sa famille, enfin à Constantinople.

### Retour, journalisme et politique
En 1859, il revint en Valachie, reprenant le Courrier des deux sexes. En 1862, il fut élu député de Muscel, puis en 1867 président d'honneur de la Société académique roumaine, future Académie roumaine, dont il démissionna à la suite de divergences sur la réforme orthographique. De 1868 à 1880, l'intégralité de son œuvre poétique fut rééditée sous le titre Curs întreg de poezie generală (« Cours complet de poésie générale »). Ion Heliade Rădulescu est mort à Bucarest, le 27 avril 1872.

## Œuvre et thèmes
Andreia Roman relève, entre autres, les préoccupations philosophiques de son œuvre ainsi que sa variété (prose satirique, fables, poésies souvent à la gloire de la nation).

## Liste des principales œuvres
- Gramatica românească [Grammaire roumaine], Sibiu, 1828
- Culegere din scrierile lui I. Eliad de proze şi de poezie [Recueil d'écrits d'I. Eliad en prose et poésie], Bucureşti, 1836
- Souvenirs et impressions d’un proscrit, Paris, 1850, écrit en français
- Mémoires sur l’histoire de la régénération roumaine ou sur les événements de 1848 accomplis en Valachie[6], Paris, 1851, écrit en français
- Literatura. Critica [Littérature. Critique], I, Bucarest, 1860
- Prescurtare de istoria românilor sau Dacia şi România [Précis d'histoire des Roumains ou la Dacie et la Roumanie], Bucarest, 1861; ediţia II (Elemente de istoria românilor sau Dacia şi România)[Éléments d'histoire des Roumains ou la Dacie et la Roumanie], Bucarest, 1869
- Curs întreg de poezie generală [Cours complet de poésie générale], I-IV, Bucarest, 1868-1880
- Echilibru între antitezi sau Spiritul şi materia [L'équilibre entre les antithèses ou l'esprit et la matière], Bucarest, 1869
- Imnul creaţiunii [Hymne de la création], Bucarest, 1869 [7]